# Óvári László
Óvári László (Nyíregyháza, 1926. október 13. – Budapest, 1988. április 20.) festő.

## Életútja
A nyíregyházi képzőművészeti szabadiskolában, majd 1949 és 1954 között a Magyar Képzőművészeti Főiskolán tanult. Mesterei Fónyi Géza és Szőnyi István voltak. Állami megbízásra készített murális munkákat és táblaképeket. Szakosztálytitkára a volt a Magyar Képzőművészek és Iparművészek Szövetségének. 1952-től állított ki, majd az 1950-es évek második felében és az 1960-as évek elején a Hódmezővásárhelyi Művésztelepen dolgozott. A Tornyai János Múzeumban is rendszeresen szerepeltek alkotásai, az angyalföldi képzőművészek kiállításain háromszor is feltűnt az 1960-as évekbe. Külföldön a bukaresti Világifjúsági Találkozón, Párizsban, Moszkvában, Berlinben, Prágában és Varsóban is voltak kiállításai.

## Díjak, elismerések
- 1955: a II. Vásárhelyi Őszi Tárlat díja
- 1957-1960 között Derkovits-ösztöndíj
- 1972: a Debreceni Nyári Tárlat nagydíja
- Medgyessy-plakett
- Bartók-pályázat, különdíj
- Táj- és csendéletkép kiállítás II. díj

## Egyéni kiállítások
- 1956 • Fényes Adolf Terem, Budapest [Aczél Annával]
- 1963 • Keszthely • Veszprém • Hódmezővásárhely
- 1980 • Dési Huber Terem, Veszprém. Válogatott csoportos kiállítások

## Válogatott csoportos kiállítások
- 1954 • 5. Magyar Képzőművészeti kiállítás, Műcsarnok, Budapest
- 1955 • II. Vásárhelyi Őszi Tárlat, Tornyai János Múzeum, Hódmezővásárhely • 6. Magyar Képzőművészeti kiállítás, Műcsarnok, Budapest
- 1957 • Tavaszi Tárlat, Műcsarnok, Budapest
- 1958 • IV. Miskolci Országos Képzőművészeti kiállítás, Herman Ottó Múzeum, Miskolc • V. Vásárhelyi Őszi Tárlat, Tornyai János Múzeum, Hódmezővásárhely
- 1959 • 7. Magyar Képzőművészeti kiállítás, Műcsarnok, Budapest
- 1960, 1962, 1965, 1968 • 8-11. Magyar Képzőművészeti kiállítás, Műcsarnok, Budapest • Dolgozó emberek között, Ernst Múzeum, Budapest
- 1961 • VIII. Vásárhelyi Őszi Tárlat, Tornyai János Múzeum, Hódmezővásárhely
- 1962 • Hat fiatal festőművész, Ernst Múzeum, Budapest • Magyar kiállítás, Moszkva
- 1963 • Hat fiatal festőművész, Laczkó Dezső Múzeum, Veszprém • Tornyai János Múzeum, Hódmezővásárhely • X. Vásárhelyi Őszi Tárlat, Tornyai János Múzeum, Hódmezővásárhely
- 1964, 1966, 1969 • az angyalföldi képzőművészek kiállításai
- 1964 • Tájak, emberek kiállítás, Műcsarnok, Győr
- 1965 • Húsz év szerzeményei, Tornyai János Múzeum, Hódmezővásárhely
- 1966 • Balatoni Nyári Tárlat, Balatoni Múzeum, Keszthely
- 1969 • Benczúrtól napjainkig, Megyei Művelődési Központ, Nyíregyháza
- 1970 • Szabolcs-szatmári képzőművészek kiállítása Ungváron, Vármúzeum, Ungvár • II. Debreceni Országos Nyári Tárlat, Déri Múzeum, Debrecen
- 1971 • Új képek, Műcsarnok, Budapest
- 1972 • Táj- és csendéletkép, Csontváry Terem, Pécs
- 1975 • Jubileumi Képzőművészeti kiállítás, Műcsarnok, Budapest
- 1978 • Alföldi festők, Móra Ferenc Múzeum, Szeged
- 1980 • Művészeti Alap Vásárlásai ’80, Műcsarnok, Budapest
- 1982 • Országos Képzőművészeti Kiállítás, Műcsarnok, Budapest
- 1984 • Országos Képzőművészeti Kiállítás ’84, Műcsarnok, Budapest
- 1985 • Negyven év Szabolcs-Szatmár képzőművészetében, Ungvár
- 1988 • 18. Festő vándorkiállítás, Csontváry Terem, Pécs • Képcsarnok bemutatóterem, Dunaújváros • Benczúr Gyula Terem, Nyíregyháza • Derkovits Gyula Terem, Szombathely • Hat festő művész, Művelődési Ház, Gyönk.

## Művek közgyűjteményekben
- Damjanich János Múzeum, Szolnok
- Jósa András Múzeum, Nyíregyháza
- Thury Gy. Múzeum, Nagykanizsa
- Tornyai János Múzeum, Hódmezővásárhely
- Vay Ádám Múzeum, Vaja